# Ljussjön (Risinge socken, Östergötland, 651578-150774)
Ljussjön är en sjö i Finspångs kommun i Östergötland och ingår i Nyköpingsåns huvudavrinningsområde. Sjön är 11,8 meter djup, har en yta på 0,0905 kvadratkilometer och befinner sig 63,4 meter över havet.

## Delavrinningsområde
Ljussjön ingår i det delavrinningsområde (652183-150406) som SMHI kallar för Utloppet av Östjuten. Medelhöjden är 69 meter över havet och ytan är 36,75 kvadratkilometer. Räknas de 3 avrinningsområdena uppströms in blir den ackumulerade arean 66,99 kvadratkilometer. Bokvarnsån (Svarttorpsån) som avvattnar avrinningsområdet har biflödesordning 2, vilket innebär att vattnet flödar genom totalt 2 vattendrag innan det når havet efter 120 kilometer. Avrinningsområdet består mestadels av skog (78 procent). Avrinningsområdet har 6,59 kvadratkilometer vattenytor vilket ger det en sjöprocent på 17,9 procent.